# 雀聖下
『雀聖下』はHBO(日本ではスター・チャンネルが放送)のファンタジー・ドラマ・シリーズである『ゲーム・オブ・スローンズ』の第5章『竜との舞踏』の第3話である。プロデューサーでもあるデイヴィッド・ベニオフ と D・B・ワイスによって、原作『乱鴉の饗宴』、『竜との舞踏』に基づいて脚本が書かれ、マーク・マイロッドが監督した。
トメンはマージェリーと結婚する。サーセイは七神正教の改革を求めるハイ・スパロウ(雀聖下)を総司祭に任命する。ピーター・ベイリッシュはサンサとラムジーとの婚約をまとめ、二人はウィンターフェルに着く。ジョンは嫡出子にしようというスタニスの提案を断り、不服従の罪でジャノス・スリントを処刑する。ヴォランティスで、ティリオンはジョラーに誘拐される。

## あらすじ

### キングズランディングにて
トメン( ディーン＝チャールズ・チャップマン)王とマージェリー・タイレル(ナタリー・ドーマー)は結婚し、初夜を迎える。マージェリーはトメンを操って、キャスタリー・ロック(キャスタリーの磐城)に帰るようサーセイ (レナ・ヘディ)を説得させるが拒否される。サーセイは優しい姑を装ってマージェリーと対決するが、寝室でトメンが情熱的に振る舞う様子を語られて無力感を味わう。
娼館にいた七神正教の総司祭はランセル・ラニスター(ユージン・サイモン)と仲間の〈雀〉たちに襲われ、罪人と罵られながら裸で通りを歩かされる。総司祭は、〈雀〉たちの指導者の雀聖下(ジョナサン・プライス)を処刑するよう小評議会に求める。だがサーセイは雀聖下に会って処刑はしないと言い、投獄した総司祭の後任を雀聖下にすると言う。城に帰り、サーセイはクァイバーン(アントン・レッサー)にベイリッシュあての手紙を書かせる。クァイバーンが書く間、手術台の上のグレガー・クレゲインの遺体がうごめく。

### 北部にて
リーク(アルフィー・アレン)がウィンターフェルの中庭を歩く中、労働者たちが城を修理する。シオンは皮を剥がれた死体が中庭につるされるのを見ておののく。ルース・ボルトン(マイケル・マケルハットン)とラムジー(イワン・リオン)に給仕し、もしスターク家の旗主が反抗した場合、ボルトン家の軍勢は十分でないと立ち聞きする。ルースは、婚姻で同盟を結ぶのが賢明だとラムジーに言う。
モウト・ケイリンで、ピーター・ベイリッシュ(エイダン・ギレン)はラムジーとの婚姻をまとめたとサンサ(ソフィー・ターナー)に言う。サンサは兄と母を殺したボルトン家に嫌悪感を持つが、復讐の機会になるとピーターに言われて変心する。二人はウィンターフェルに着き、ルースと妻のウォルダ(エリザベス・ウェブスター)、そしてラムジーに出迎えを受ける。ラムジーは決してサンサを傷つけないとピーターに誓い、そこにルースがやって来て話し合いに加わる。ピーターは、タイウィン・ラニスターが死にマージェリー・タイレルが王妃になった今、ラニスター家はもはや脅威ではないと言う。ルースは疑いを捨てきれず、サーセイがピーターに送った手紙を見せる。ピーターは同盟を確認するが、ルースは返事を読みたいと言う。
ブライエニー(グェンドリン・クリスティー)とポドリック(ダニエル・ポートマン)は密かにピーターとサンサをつけている。ポドリックは、ティリオンに仕えるようになった成行を語り、ブライエニーは若いころにレンリー・バラシオンに優しくされて奉仕を決めた経緯を話す。ブライエニーは、スタニス・バラシオンがレンリーの死を招いたと信じ、復讐のためにスタニスを殺すことを誓ったと言う。

### 〈壁〉にて
〈冥夜の守人〉(ナイツ・ウォッチ)の総帥となったジョン・スノウ(キット・ハリントン)は、嫡出子のジョン・スタークにするというスタニス・バラシオン(スティーヴン・ディレイン)の提案を固辞する。スタニスは、2週間以内に軍を率いて〈壁〉を離れウィンターフェルを攻めるつもりであり、〈野人〉の処分はジョンに任せると言う。食堂で、ジョンはサー・アリザー・ソーン(オーウェン・ティール)を哨士長に任命し、ジャノス・スリント(Dominic Carter)を〈灰色の盾〉(グレイガード)廃城の指揮官とする。スリントは拒否してジョンを侮辱し、ジョンはスリントを自ら斬首する。これを見たスタニスは賛意を示してうなずく。

### ブレーヴォスにて
アリア(メイジー・ウィリアムズ)はジャクェン・フ=ガー(トム・ヴラシア)が男に水盤から水を飲ませるのを見る。アリアはジャクェンに近づき、〈顔のない男たち〉となるための訓練を望む。ジャクェンは『ヴァラー・ドハーリス』(人はみな仕えねばならない)という一節を思い出させ、アリアは自分自身に仕えようとしていると非難する。アリアは水を飲んだ男が死ぬのを目撃し、水盤の水は安楽死を求める者たちのための毒であることがわかる。2人の下男が死体を片づけるが、死体をどこに運ぶのか問うアリアを無視する。
後に、アリアのもとに〈浮浪児〉(フェイ・マーセイ)が来て、誰なのか問う。アリアは誰でもないと答えるが、〈浮浪児〉は満足せずにアリアを叩く。ジャクェンが現れて争いを止めるが、アリアが〈ニードル〉で浮浪児を攻撃しようとするのに気付き、誰でもないのなら、なぜアリア・スタークの持ち物に囲まれているのかと問う。アリアは持ち物を波止場に運び、水に投げ入れる。だが〈ニードル〉を捨てることはできず、岩の下に隠して〈黒と白の館〉に戻る。ジャクェンはアリアを地下の部屋に連れて行き、〈浮浪児〉と共に死体を洗わせる。

### ヴォランティスにて
ヴォランティスに着いたティリオン(ピーター・ディンクレイジ)は、ヴァリス(コンリース・ヒル)を説き伏せて馬車を降りて通りを歩く。二人は〈紅の祭司〉(福島リラ)が、奴隷たちにデナーリス・ターガリエンが救世主であると説くところを見る。祭司がティリオンに気付くと、二人は娼館に隠れる。ティリオンは娼婦と話をするがセックスをする気分ではなく、小便するために部屋を出る。ティリオンはジョラー・モーモント(イアン・グレン)に誘拐され、クイーン(女王または王妃)のもとに連れてゆくと言われる。

## 評判

### 視聴者数
『雀聖下』は合衆国での初回放送で671万人に視聴され、18-49歳の視聴層では3.5%の視聴率となった。

### 賞
本エピソードはプライムタイム・エミー賞のプロダクション・デザイン賞現代劇/ファンタジードラマ部門(1時間以上)を受賞した。

## 参照
1. ↑  Bibel, Sara (2015年4月28日). “Sunday Cable Ratings: 'Game of Thrones' Wins Night, NBA Playoffs, 'Real Housewives of Atlanta', 'Silicon Valley', 'Mad Men' & More”. TV by the Numbers. 2015年4月28日閲覧。